# لؤي الخليلي
أبو أوس لؤي بن عبد الرؤوف الخليلي الحنفي، فقيه وأصولي حنفي من الأردن.

## سيرته
أصله من الخليل. حصل على الترتيب الأول في جامعة العلوم الإسلامية العالمية في درجة الماجستير في الفقه وأصوله، وحصل على الدكتوراه في الفقه وأصوله بتقدير ممتاز. وقد حازت رسالته على لقب أفضل رسالة مقدمة إلى جامعة العلوم الإسلامية العالمية بعنوان «أسباب عدول الحنفية عن الفتيا بظاهر الرواية». عمل مدرساً منذ سنة 1995م وحتى الآن، وقام بالتدريس لجميع المراحل التعليمية في المدارس الحكومية والخاصة، وعمل رئيس قسم بقسم التربية الإسلامية في عدة مدارس خاصة.

## مؤلفاته
- اسباب عدول الحنفية عن الفتوى بظاهر الرواية.[3]
- لآلئ المحار في تخريج مصادر ابن عابدين في حاشيته رد المحتار.[4]
- نيل المأمول على شرح سمت الوصول إلى علم الأصول.[5]
- ترصيع الدر المتلالي على جيد توضيح المباني وتنقيح المعاني.[6]